# Everglow
Everglow är en sydkoreansk tjejgrupp bildad av Yuehua Entertainment. Gruppen består av sex medlemmar: E:U, Sihyeon, Mia, Onda, Aisha och Yiren. Gruppen debuterade den 18 mars 2019 med singelalbumet Arrival of Everglow.

## Diskografi

### EP
- Reminiscence (2020)
- −77.82X−78.29 (2020)
- Return of the Girl (2021)

### Singelalbum
- Arrival of Everglow (2019)
- Hush (2019)
- Last Melody (2021)
- All My Girls (2023)
- Zombie (2024)